# Eanmund
Pour le roi du Kent, voir Eanmund (roi du Kent).
Eanmund est un personnage du poème anglo-saxon Beowulf.

## Histoire
Eanmund est un prince de la dynastie des Scylfingas, qui règne sur la Suède. Il est le fils du roi Ohthere et le frère d'Eadgils.
À la mort d'Ohthere, Eanmund et Eadgils se réfugient chez les Geats pour échapper à leur oncle Onela, qui s'est emparé du pouvoir. Onela envahit le pays des Geats et Eanmund est tué par Weohstan.
Les armes d'Eanmund sont récupérées par Weohstan, qui les lègue à son fils Wiglaf.

## Arbre généalogique
- Ongentheow
  - Ohthere
    - Eanmund
    - Eadgils

  - Onela